# Sant Jaume de Cubelles
Sant Jaume de Cubelles és una església del municipi de Cubelles (Garraf) inclosa en l'Inventari del Patrimoni Arquitectònic de Catalunya. L'església de Sant Jaume està situada dins el nucli de Rocacrespa. És una petita construcció d'una sola nau i d'estructura molt senzilla, amb coberta a dos vessants de teula. La façana presenta una porta d'accés d'arc de mig punt, adovellada. Al vèrtex de la teulada hi ha un petit campanar d'espadanya. Inicialment, la capella es trobava sota l'advocació de Sant Gabriel i posteriorment, es va dedicar a Sant Jaume.

## Descripció
El conjunt es troba emblanquinat i decorat amb elements de maó vist, i es completa amb una tanca que presenta una porta d'accés d'arc de ferradura, d'inspiració islàmica.
A la dovella central de l'arc de la porta d'accés a la capella, hi ha inscrita la data del 1556. Sembla que la construcció és d'aquell període, tot i que posteriorment s'han efectuat diverses obres de reforma.